# Колібрі-барвограй пурпуровогорлий
Колі́брі-барвограй пурпуровогорлий (Metallura baroni) — вид серпокрильцеподібних птахів родини колібрієвих (Trochilidae). Ендемік Еквадору.

## Опис
Завдовжки птах сягає 10—11 см, самці заважують 4,3—4,5 г, самиці — 3,9—5 г. У самців верхня частина тіла бронзово-зелена, за очима невеликі білі плями. Шия і груди пурпурово-фіолетові, блискучі, місцями поцятковані нечіткими темними плямками. Решта нижньої частини тіла зелена, блискуча. Хвіст зверху фіолетовий або синьо-бронзовий, знизу зелений, блискучий. У самиць нижня частина тіла білувато-сіра, поцяткована оливково-зеленими плямами, фіолетова пляма на горлі менша. Крайні стернові пера мають знизу білі кінчики. Дзьоб короткий, прямий, чорний, завдовжки 13 мм.

## Поширення і екологія

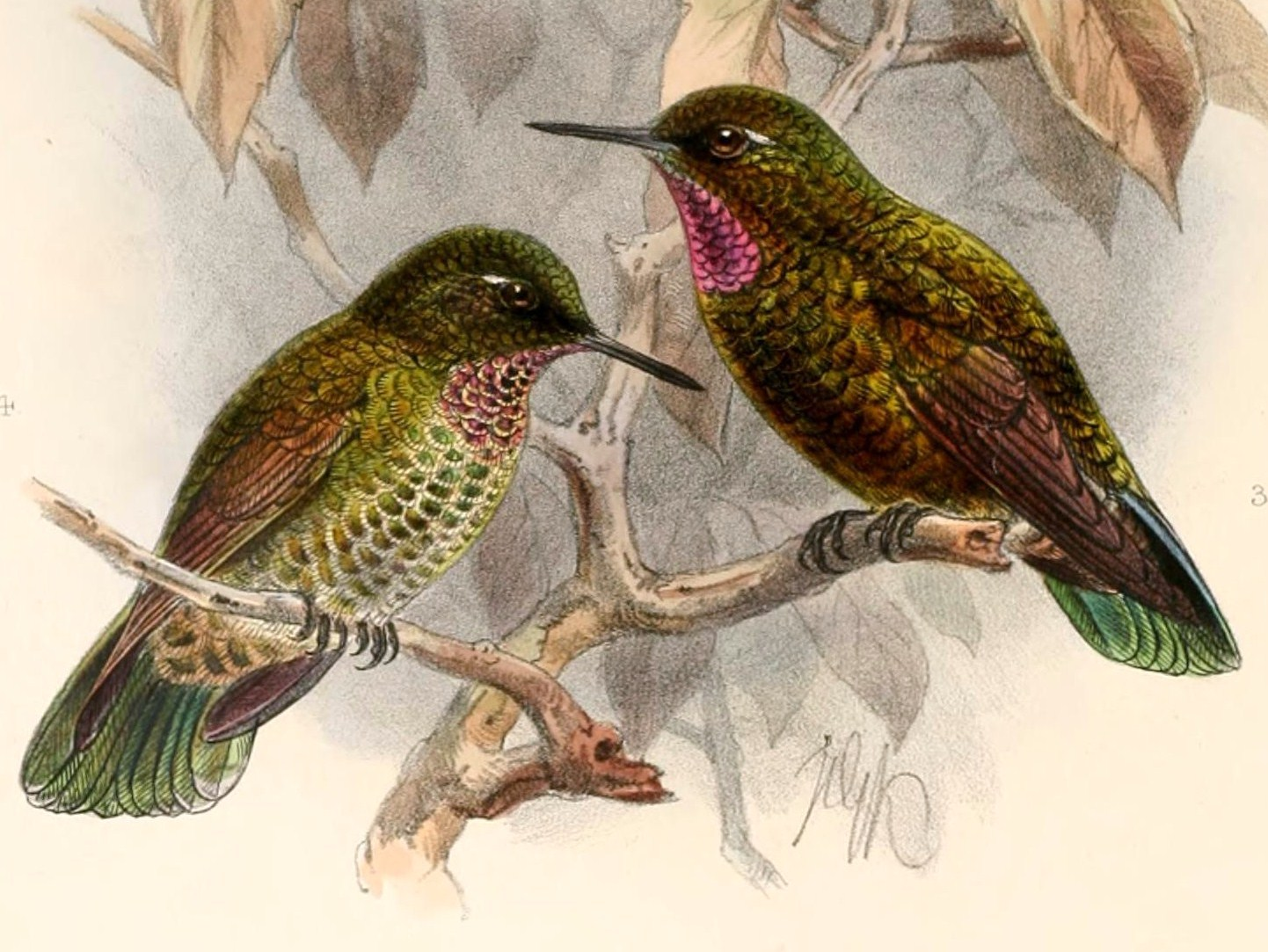
Пурпуровогорлі колібрі-барвограї

Пурпуровогорлі колібрі-барвограї мешкають в горах Західного хребта Еквадорських Анд у провінціях Асуай і Каньяр, між річками Каньяр і Хубонес, зокрема на плато Кахас. Вони живуть на узліссях карликових лісів і гірських масивів Polylepis, а також на прилеглих високогірних луках парамо, серед скель, порослих бромеліями, вересом, папоротями та мохом. Зустрічаються на висоті від 3150 до 3700 м над рівнем моря, місцями на висоті до 4000 м над рівнем моря. Живляться нектаром квітів Brachyotum, Berberis і Barnadesia arborea, а також Draba, Gentianella, Ribes lehmannii, Salvia, Saracha quitensis, Duranta, Macleania, Tristerix і Castilleja. Пурпуровогорлі колібрі-барвограї зависають в повітрі над квіткою або чіпляються за суцвіття. Сезон розмноження триває з листопада по лютий. Гніздо чашоподібне, робиться з моху, гілочок і пуху. У кладці 2 білих яйця.

## Збереження
МСОП класифікує цей вид як такий, що перебуває під загрозою зникнення. За оцінками дослідників, популяція пурпуровогорлих колібрі-барвограїв становить від 1000 до 2500 птахів. Їм загрожує знищення природного середовища.